# Onze-Lieve-Vrouw-Sterre-der-Zeekapel (Broekhuizenvorst)

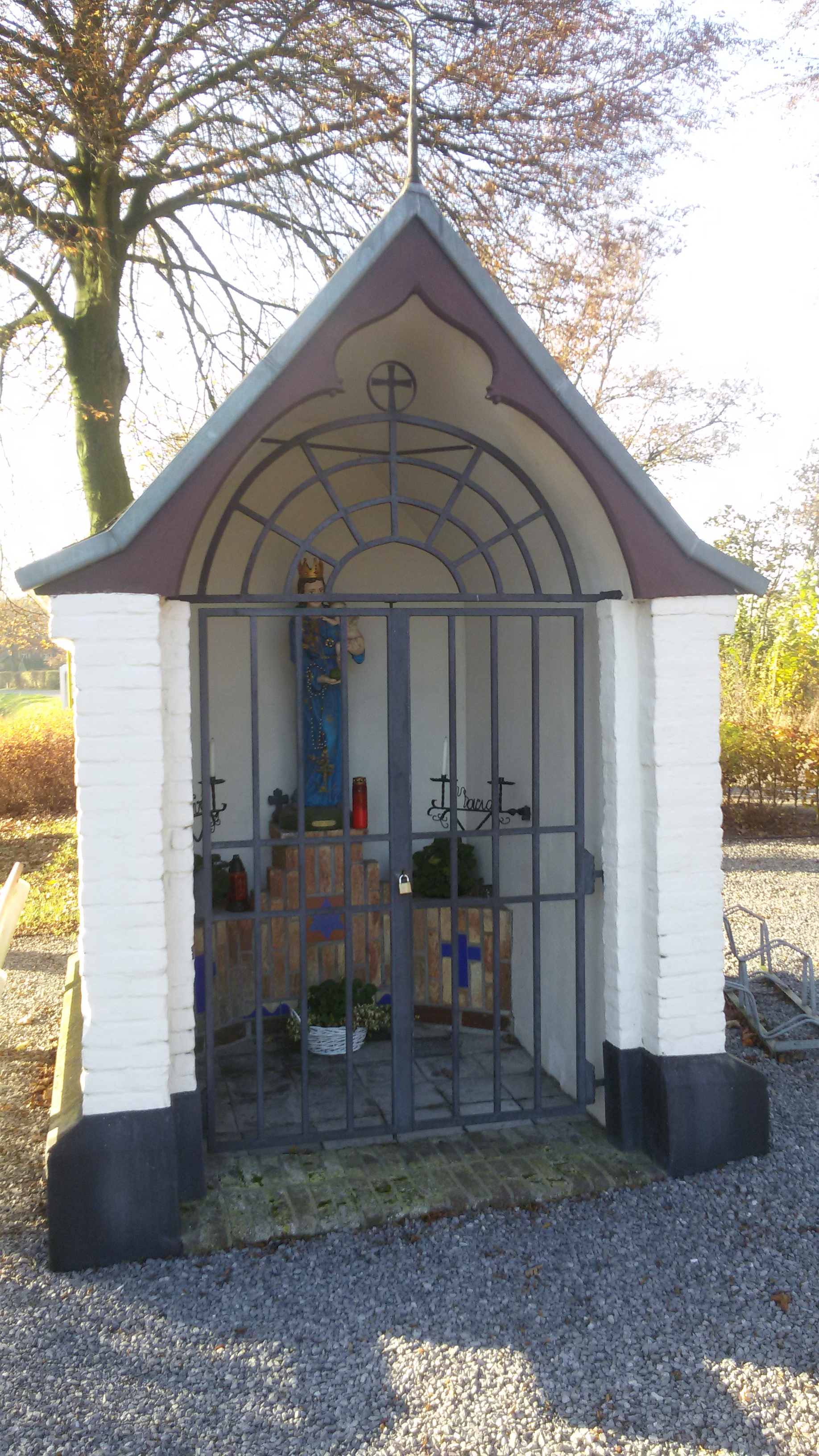
De Onze-Lieve-Vrouw-Sterre-der-Zeekapel

De Onze-Lieve-Vrouw-Sterre-der-Zeekapel is een kapel in Broekhuizenvorst in de Nederlands Noord-Limburgse gemeente Horst aan de Maas. De kapel staat aan de westkant van het dorp aan de weg naar Swolgen op de hoek van de Swolgenseweg en Heming, waar de met bomen gemarkeerde oprijlaan van Kasteel de Kolck op deze wegen uitkomt.
De kapel is gewijd aan Maria, specifiek aan Onze-Lieve-Vrouw Sterre der Zee.

## Geschiedenis
In 1860 werd de kapel gebouwd.
In 1944 werd een nieuw Mariabeeld in de kapel geplaatst.
In 1963 werd het Mariabeeld gestolen en deels vernield. In 1984 werd dit beeld hersteld en kreeg het opnieuw een plek in de kapel.

## Bouwwerk
De wit geschilderde bakstenen kapel staat op een rechthoekig plattegrond en wordt gedekt door een licht geknikt zadeldak met leien. De kapel heeft een grijze plint en geen vensters. Op de nok van het dak boven de frontgevel is een ijzeren kruis geplaatst. In de frontgevel bevindt zich de toegang met een opening in de vorm van een rondboog met daarboven een accoladeboog. De toegang wordt afgesloten met een ijzeren hekwerk.
Van binnen is de kapel wit gestuukt. Tegen de achterwand is een massief bakstenen altaar geplaatst met aan de voorzijde twee blauwe kruisen en een blauwe ster (ster verwijst naar de eretitel Sterre der Zee). Het middelste deel van het altaar is hoger en hierop staat het Mariabeeld dat een gekroonde Maria toont met op haar linkerarm een gekroond kindje Jezus.